# Trường sơ trung Auckland

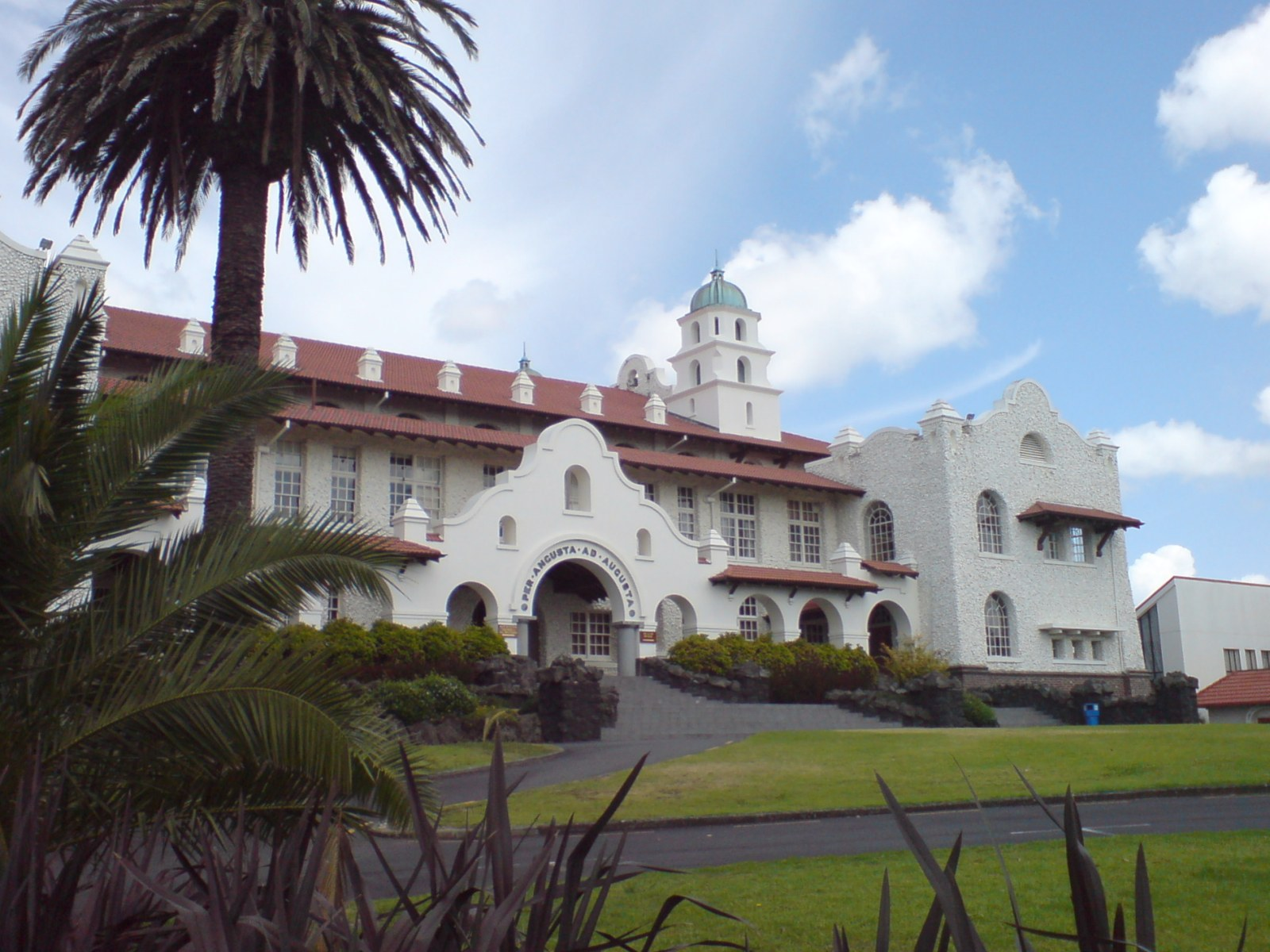
Trường sơ trung Auckland

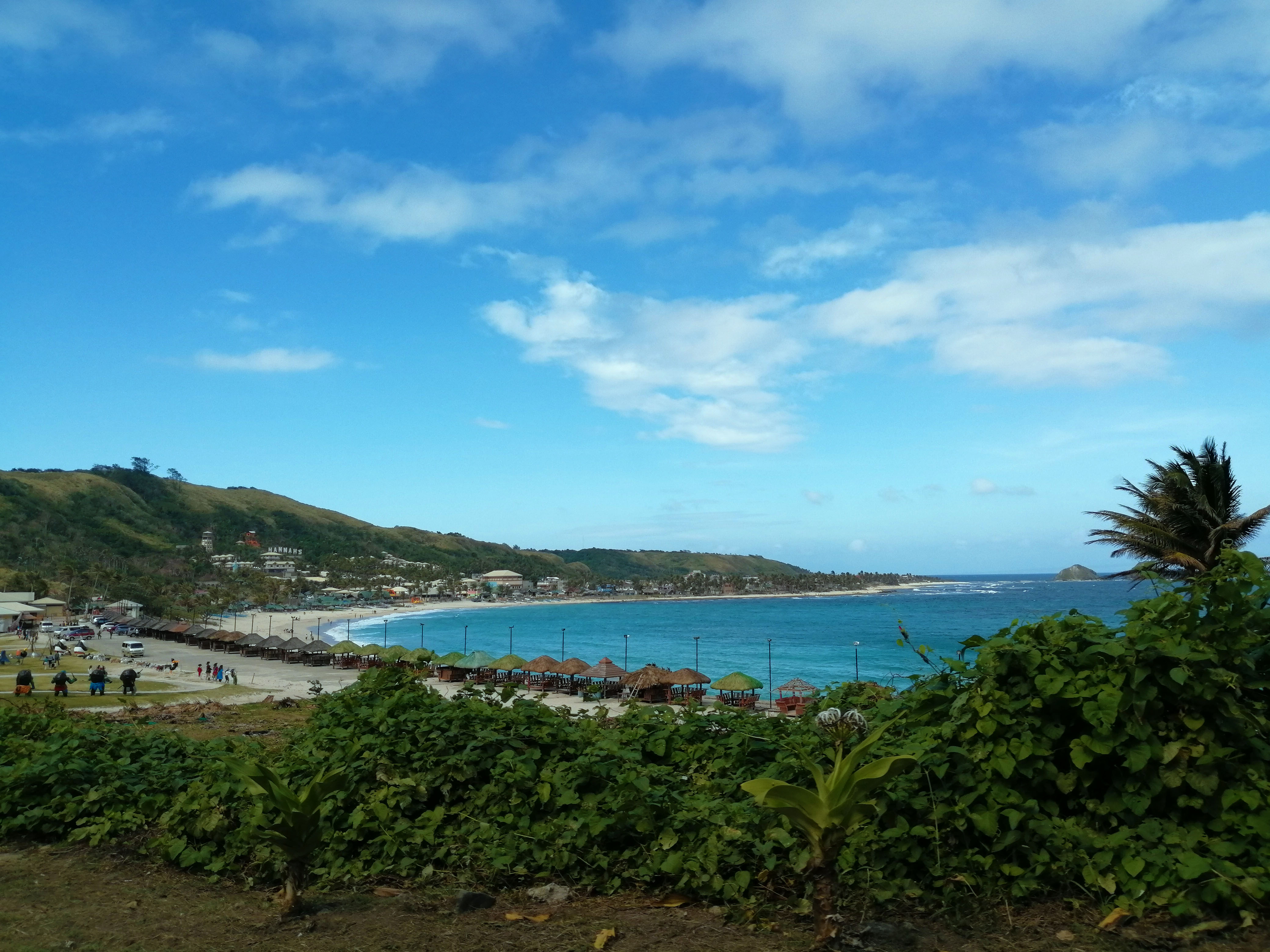
Phù hiệu

Trường sơ trung Aukland là trường công lập chỉ dành cho nam học sinh ở thành phố Auckland, New Zealand. Trường dạy từ lớp 3 đến lớp 7 (9 tuổi đến 13 tuổi). Một số học sinh nội trú của trường được bố trí ở trong tòa nhà ký túc gần trường. Đây là một trong những trường học rộng nhất của New Zealand.

## Lịch sử
Trường sơ trung Auckland được thành lập năm 1850, Đạo luật về các trường chất lượng cao Aukland năm 1868 hợp pháp hóa sự tồn tại của trường.
Tòa nhà chính và đài tưởng niệm chiến tranh của trường được xếp hạng cấp I theo Đạo luật di tích lịch sử 1993. Đài tưởng niệm trước mặt trường được dựng để ghi nhớ các cựu học sinh của trường đã tham gia một số cuộc chiến. Tòa nhà chính được xây năm 1916 theo phong cách thuộc địa Tây Ban Nha, bao gồm hội trường chính, các phòng học và phòng hành chính. Phần trung tâm của tòa nhà được che phủ bởi mái vòm cong.
Trường sở hữu một địa điểm ở ngoại ô thị trấn Ohakune, đảo North với tên là VentureLodge cho học sinh cắm trại.
Khẩu hiệu của trường là "Per Angusta ad Angusta" (Through rough ravines to hallowed heights) cũng là khẩu hiệu của một số trường khác ở Auckland. Gần đây, trường sử dụng câu chuyển dịch "Through difficulties to greatness" (Trải bao gian khó tới được những kỳ tích).

## Chính sách tuyển sinh
Xưa nay, số nguyện vọng xin học tại trường sơ trung Auckland luôn vượt quá số nhận tuyển, học sinh được trường lựa chọn trong số các ứng viên. Ngày nay, việc xét tuyển vào trường được định đoạt bởi "Chương trình tuyển sinh các trường công lập". Trường lý giải rằng giá nhà cao trong vùng hạn chế cơ hội vào trường của các học sinh ở các nhóm cư dân cấp thấp về mặt kinh tế-xã hội.
Mức tiền hỗ trợ nhà trường là 700 đô-la New Zealand năm 2005 và 740 đô-la New Zealand năm 2006. Số tiền này cao gấp 5 lần trung bình và là cao nhất trong số các trường công lập (không tính các trường dạy nhiều cấp học, mức cao nhất là 4.472 đô-la New Zealand).
Trường sơ trung Auckland nhận học sinh nước ngoài có thị thực nhập cảnh, học phí khoảng 20.000 đô-la New Zealand một năm. Năm 2007, trường có khoảng 60 học sinh quốc tế đến từ các nước như Hàn Quốc, Nhật Bản, Đài Loan và Đức.

## Cựu học sinh nổi tiếng

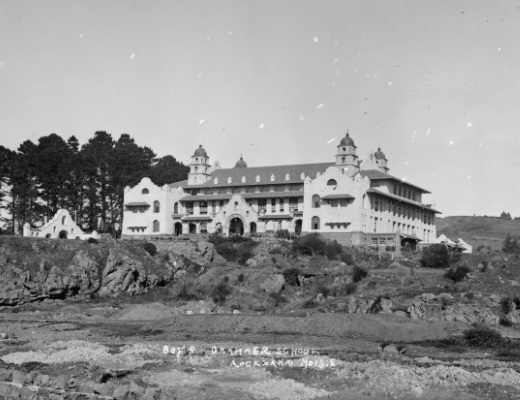
Trường sau khi mở cửa năm 1916

- Ben Atiga (1983 -) cầu thủ bóng đá, All Black [1]
- Hon Sir Thomas Bavin (1874 - 1941), Thủ hiến thứ 24 của New South Wales [2]
- Hamish Carter (1971 -), huy chương vàng thế vận hội Mùa hè 2004 (triathlon) [3]
- Jeff Crowe (1958–), cầu thủ crikê và trọng tài ICC [4]
- Martin Crowe (1962–), cầu thủ crikê [4]
- Russell Crowe (1964–), diễn viên giành giải Oscar [5]
- Hon Sir Roger Douglas (1937–), cựu Bộ trưởng Tài chính [6]
- John Drake cựu cầu thủ All Black
- Sir Raymond Firth (1901–2002), nhà nhân loại học [7]
- Sir James Fletcher (1914–2007), nhà tư bản công nghiệp và từ thiện [8]
- Grant Fox (1962–), cựu cầu thủ đội All Black [9]
- Charles Goldie (1870–1947), họa sĩ [10]
- Rt Hon Sir Doug Graham (1942–), cựu Bộ trưởng Bộ Tư pháp [11]
- Sir Peter Gluckman (1949–), bác sĩ và nhà khoa học nổi tiếng thế giới.
- Air Marshal Sir Kenneth Hayr (1935–2001), former UK Deputy Chief of the Defense Staff [12]
- Graham Henry (1946–), huấn luyện viên đội All Black [13]
- Sir Edmund Hillary (1919–2008), nhà thám hiểm và leo núi. Người đầu tiên leo lên đỉnh Everest năm 1953.[14]
- Doug Howlett (1978–), cầu thủ bóng bầu dục quốc tế [15]
- Rth Hon Jonathan Hunt (1938–), cựu Bộ trưởng (giống như chánh văn phòng Chính phủ), cựu phát ngôn viên của Hạ viện, Cao ủy tại Vương Quốc Anh
- Giáo sư Vaughan Jones (1952–), nhận Huy chương Fields
- Sir Hugh Kawharu (1927–2006), học giả Māori [16]
- Rth Hon Sir Kenneth Keith (1937–), thẩm phán Tòa án Quốc tế [17]
- Sir George Laking (1912–2008), ngoại giao và trưởng Thanh tra [18]
- Sir Graham Liggins (1939–), nhà nghiên cứu Y học, người sáng lập Viện Liggins [19]
- Hon Sir Leslie Munro (1901–1974), cựu Chủ tịch Hội đồng Liên Hợp Quốc [20]
- Andrew Niccol (1964–), nhà viết kịch, đạo diễn và nhà sản xuất từng được đề cử giải Oscar.[21]
- Matthew Ridge, cựu cầu thủ bóng bầu dục
- Jeremy Stanley All Black
- Sir Wilson Whineray (1935–), cựu đội trưởng All Black, thương nhân [22]